# Henri Dubaut
L'abbé Henri Dubaut, né le 10 avril 1759 à Tours (paroisse Saint-Saturnin) et mort dans cette même ville le 20 février 1822, est un prêtre et historiographe français.

## Biographie
D'une famille originaire de Rocroi et établie à Orléans, Henri-François-Auguste-Benoît Dubault est le fils de Guillaume du Baut, conseiller du roi et receveur des tailles en l'élection de Tours, et de Marguerite-Geneviève Goüin (fille d'Henri-François Goüin). Il a pour parrain son oncle Henri-François Goüin. Son frère, Guillaume-Gabriel-Marie Dubaut (1758-1819), marié à Madeleine-Rosalie Gigault de Marconnay, succédera à leur père en tant que conseiller du roi et receveur des tailles à Tours, avant de devenir receveur particulier des finances à Tours, maire du Serrain puis du Coudray-Macouard, et d'acquérir l'ancienne abbaye de Fontaine-les-Blanches. Grand-oncle de Charles Gabeau, il est par sa mère le cousin germain du député-maire Henri Jacques Goüin-Moisant et de son frère Alexandre-Pierre-François Goüin de La Grandière. 
Henri du Baut choisit l'état ecclésiastique, est ordonné prêtre et devient vicaire de la paroisse Saint-Christophe, puis curé de La Riche.
Marqué par un fort zèle apostolique, il prend des positions contre-révolutionnaire lors de sermons en chaire, s'en prenant notamment à la Déesse Raison et au Culte de l'Être suprême. Il est en conséquence déporté à Issoudun entre le 8 juin et le 18 octobre 1794. Étant privé de son église par les troubles de la période de la Terreur, il s'installe dans un local clandestin dès le mois de novembre 1794 afin de pouvoir célébrer des messes et baptiser publiquement. Il ouvre également des registres paroissiaux, pourtant proscrits. Restaurateur du culte constitutionnel en Indre-et-Loire après la Terreur, son exemple conduit plusieurs prêtres abdicataires à exercer à nouveau le culte.
Dans sa correspondance avec l'abbé Grégoire en 1795, il se montre très pessimiste sur l'avenir de l'Église constitutionnelle et sur une réunification qu'il souhaite. « le retour de nos frères (insermentés) me paraît impossible; les maux qu'ils ont enduré ont encore aigri leur caractère; les personnes qui leur sont attachées sont les plus religieuses et les meilleurs chrétiens. Notre Église (assermentée) s'est déshonorée, la leur a souffert avec courage; tant que nous seront divisés, la religion ne reprendra pas ... ». Il montre également une forte réprobation à l'encontre des clercs ayant renoncé à l'état ecclésiastique.
L'abbé du Baut est nommé vicaire épiscopal et devient membre du conseil épiscopal en 1797. Après la retraite de l'évêque Mgr Pierre Suzor, ce conseil forme le Presbyterium de Tours.
Il est l'un des rares prêtres du diocèse de Tours à refuser d'appliquer le culte décadaire, censé remplacer la messe du dimanche.
Le 11 octobre 1798, avec ses deux vicaires de La Riche, Dubault est arrêté et déporté par les Jacobins, qui lui reprochent de tenir des registres de catholicité, de marier sans présentation préalable à la mairie, d'exercer le culte portes ouvertes et de prêcher contre les principes républicains. L'objectif est en réalité, pour la nouvelle municipalité jacobine de Tours, d'éliminer par le même le Presbytère de Tours. Il est emprisonné dans la citadelle de Saint-Martin-de-Ré, en attendant d'être déporté pour la Guyane. L'abbé Marchand, curé de Baracé, écrit alors à l'abbé Grégoire pour lui demander d'intervenir auprès de l'archevêque métropolitain de Bourges, Mgr Michel-Joseph Dufraisse, Dubaut étant de son avis le seule qui puisse rétablir le culte dans le diocèse de Tours. L'abbé Grégoire interviendra personnellement pour obtenir la libération de Dubaut, qui n'interviendra qu'en 1800. À son retour de l'île de Ré, Dubaut reprend ses fonctions de curé et son nom circule pour succéder à Suzor en tant qu'évêque constitutionnel.
Le concordat de 1801 étant signé, Boisgelin devient le nouvel archevêque de Tours et le nomme chanoine de la cathédrale Saint-Gatien de Tours en 1802. Il restera chanoine titulaire jusqu'à sa mort et devient également aumônier du lycée d'Orléans à sa création en 1803.
Il est l'auteur notamment d'une Histoire ecclésiastique de Touraine, ainsi qu'une Histoire de l'abbaye de Beaulieu.
Dubaut aurait inspiré le personnage de l'« abbé Troubert », dans Le Curé de Tours, de Balzac.

### Sources
- Bernard Plongeron, Autopsie d'une église constitutionnelle : Tours de 1794 à 1804, Actes du 93e Congrès national des sociétés savantes : Tours, 1968. Section d'histoire moderne et contemporaine, 1971
- N. Bozet, Le personnage de Troubert et la genèse du curé de Tours, Annales balzacienne, 1970, p. 149-154
- Emmanuel de Beaufond, L'abbé Dubaut, curé constitutionnel de Notre-Dame-La-Riche, Société archéologique de Touraine, 1923-1925
- Guy-Marie Oury, Histoire religieuse de la Touraine, C.L.D., 1975
- Henry Carnoy, « DU BAUT (Henry-François-Auguste-Benoît) », in:Dictionnaire biographique international des écrivains, Georg Olms Verlag, 1987, p. 151
- Bulletin de la Société archéologique de Touraine, 1911
- Mémoires incluant le bicentenaire de la naissance d'Honoré de Balzac, 1799-1999, Académie des sciences, arts et belles-lettres de Touraine, Éd. CLD, 1999
- Michel Laurencin, Dictionnaire biographique de Touraine, C.L.D., 1990
- Recueil des victimes de la loi du 19 fructidor: sous le directoire, déportés en 1798 et 1799 à Sinamari, Cayenne, aux îles de Rhé et d'Oleron, au nombre d'environ deux mille, ecclésiastiques et quelques laïcs, Chassaignon, 1823